# Parc national de Smolny
Le parc national de Smolny (russe : Смольный национальный парк) est un parc national russe créé en 1995. Il se trouve dans la partie européenne de la Russie, dans la république de Mordovie, à l'est de la plaine d'Europe orientale. Établi sur 365 km2, le parc est représentatif de l'environnement de basses terres des rivières, avec un courant lent. Les lacs et les marais sont principalement concentrées dans la plaine de la rivière Alatyr. Les marais sont principalement des basses terres. Quelques tourbières sont situées dans le sud et le centre du parc, et il y a de nombreuses sources. Le parc a été créé pour protéger la forêt de feuillus et les zones humides représentatives de la Mordovie. L'habitat crée également un refuge pour les oiseaux d'importance internationale. Il est situé dans les districts Ichalkovsky et Bolsheignatovsky.

## Topographie
Géographiquement, le parc se trouve dans le coin nord-ouest des hautes terres de la Volga. Le territoire est relativement plat ou légèrement vallonné, avec un réseau de ravins, dans le nord. Le territoire est à peu près rectangulaire, 35 km d'ouest en est, et 20 km du nord au sud ; une seule route le traverse du nord au sud. L'altitude va de 93 mètres à 217 mètres. La plaine inondable de la rivière Alatyr longe la limite sud du parc. Il y a environ 80 petits cours d'eau dans le parc, et 185 km de ruisseaux et cours d'eau éphémères. Les tourbières sont distribuées à travers la plaine d'Alatyr et de ses affluents. Il y a 157 hectares de marais dans le parc.

## Écorégion et climat
Smolny fait partie de l'écorégion désignée sous le nom de « forêt de steppe de l'Europe orientale » par le WWF, une zone de transition entre les forêts de feuillus du nord et les prairies du sud, coupant à travers le milieu de l'Europe de l'est par la Bulgarie et la Russie. Cette steppe boisée est caractérisée par une mosaïque de forêts, steppes, et zones humides fluviales.
Le climat de Smolny est de type continental humide (classification climatique de Köppen (Dfb), caractérisé par de fortes fluctuations de température, deux fois par jour et des variations saisonnières importantes, avec des étés doux et des hivers froids et enneigés. Le mois le plus froid est janvier (−11 °C en moyenne) ; le mois le plus chaud est juillet (+19 °C). La moyenne des précipitations est de 440 à 550 mm. La période sans gel dure de 125 à 149 jours. Les vents dominants viennent du sud-ouest.

## Flore
La plaine des méandres de l'Alatyr forme un milieu humide avec les propriétés biologiques d'un lac eutrophe à la végétation abondante, peu profonde et chaude. Dans l'ensemble, les forêts dominent 95 % du territoire. La forêt de conifères (environ 40 % du territoire) est essentiellement composée de pins et d'épinettes. Dans le sud, les forêts sont essentiellement des forêts de pins situées en terrasses au-dessus de la plaine inondable. Dans le nord on trouve des forêts de chênes, de tilleuls, d'érables et de frênes. Environ 12 % du parc est une forêt secondaire. Dans les zones de pré, les herbes incluent des herbes grasses de prairies, de la fétuque et de la sétaire. Le parc a enregistré plus de 200 espèces de champignons, 100 espèces de mousses et 750 espèces de plantes vasculaires.

## Faune
Les poissons des rivières et des lacs comprennent le brochet, la vandoise, le chevesne, le goujon, la loche, l'anguille, la perche, et la carpe argentée. Les mammifères sont typiques de la forêt de steppe : le wapiti, le sanglier, le renard, la martre, la belette, et diverses souris et campagnols. Les oiseaux nichant sur place comprennent le courlis cendré, l'huîtrier pie, la chouette, l'aigle impérial, et le busard des roseaux. 206 espèces d'oiseaux ont été recensées dans le parc. La chasse et la pêche sont interdites.

## Tourisme
Le parc est accessible par bus du village de Smolny sur le bord du parc. Il y a des zones de loisirs avec des pavillons de pique-nique, des zones de baignade et des zones pour la collecte de champignons et de baies. Il y a un musée sur le site traitant de l'écologie et de l'histoire naturelle de la région de Mordovie.